# William Ernest Bowman
William Ernest Bowman (* 30. September 1911 in Scarborough; † 1. Januar 1985) war Ingenieur und Schriftsteller. Das bekannteste und bis heute aufgelegte Werk des Hobby-Bergsteigers ist die 1956 erschienene Satire Die Besteigung des Rum Doodle (The Ascent of Rum Doodle), die sich an Bill Tilmans Bericht über die Expedition auf den Nanda Devi anlehnt. Bowman parodiert darin den relativ pompösen Schreibstil, der britische Expeditionsberichte im Zeitraum von 1930 bis 1950 kennzeichnete. Die britische Zeitung  The Guardian nahm die Satire im Jahr 2009 in ihren Literaturkanon 1000 Novels everyone must read (1000 Romane, die jeder gelesen haben muss) auf.
Bowman war der älteste von drei Söhnen. Seine Mutter starb 1926, als Bowman 15 Jahre alt war. Sein Vater erlag 1928 den Spätfolgen eines während des Ersten Weltkrieges erlittenen Senfgasangriffs. Der Tod der Eltern führte zur Trennung der Brüder. Bowman lebte in den Jahren danach in Middlesbrough, sein mittlerer Bruder ging nach Kanada und sein jüngster Bruder lebte bei einer anderen Schule. 
Bowman hatte die Schule im Alter von 16 Jahren verlassen und nachfolgend als Zeichner und später als Bauingenieur gearbeitet. Während des Zweiten Weltkriegs diente er bei der Royal Air Force in Ägypten als Ausbilder in Radartechnik. Nach Ende des Krieges schloss er sich dem Service Civil International an und arbeitete in Duisburg.

## Veröffentlichungen
- Die Besteigung des Rum Doodle (The Ascent of Rum Doodle, 1956)
- The Cruise of the Talking Fish, 1957

Bowman hat darüber hinaus einige Kurzgeschichten sowie Fachaufsätze zur Relativitätstheorie geschrieben.

## Einzelbelege
1. ↑   Rumdoodle Website aufgerufen am 8. November 2013

| Personendaten    | Personendaten                           |
| ---------------- | --------------------------------------- |
| NAME             | Bowman, William Ernest                  |
| KURZBESCHREIBUNG | britischer Ingenieur und Schriftsteller |
| GEBURTSDATUM     | 30. September 1911                      |
| GEBURTSORT       | Scarborough                             |
| STERBEDATUM      | 1. Januar 1985                          |